# 里馬茨河

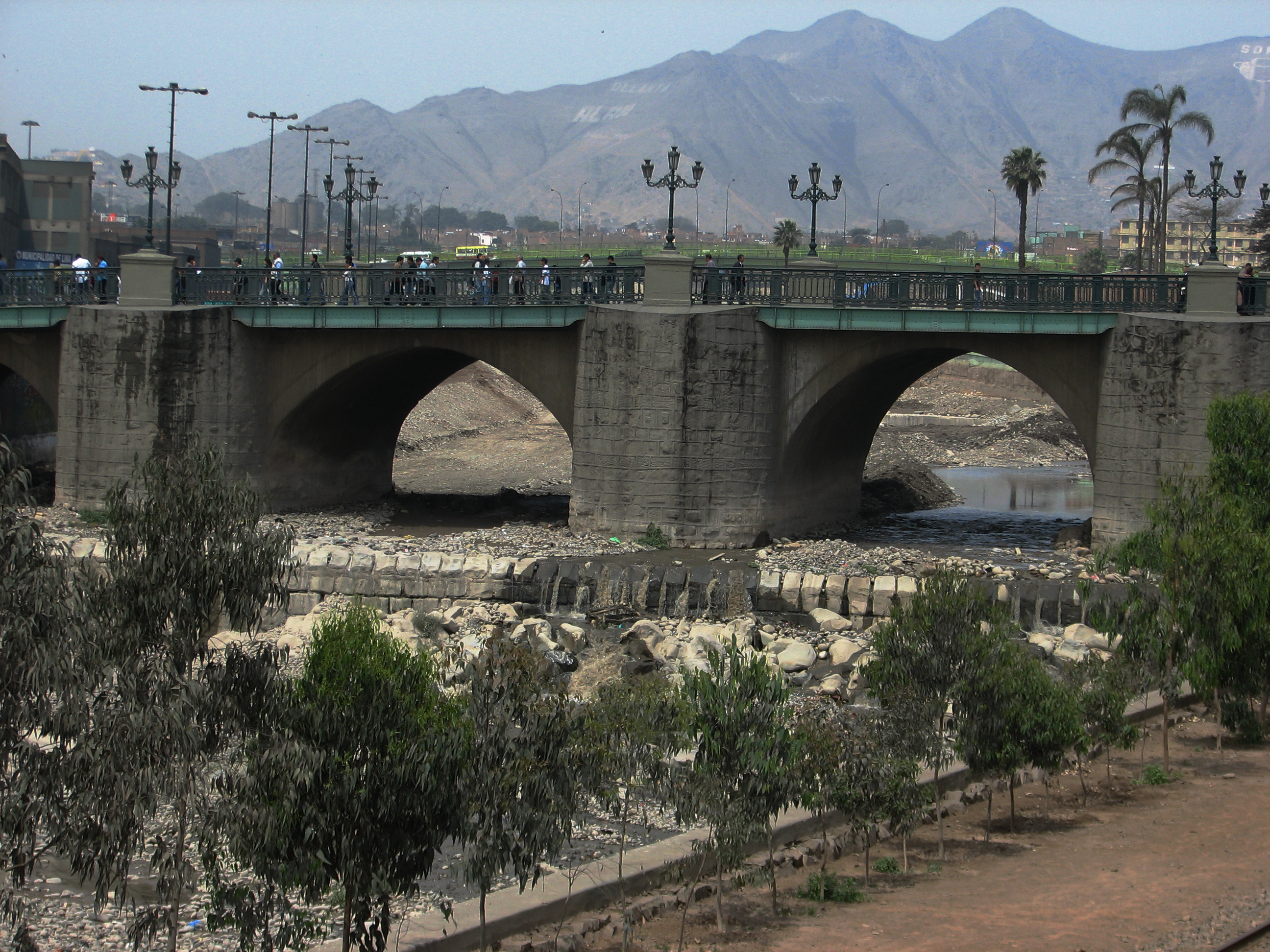
里馬克河

里馬克河（西班牙語：Río Rímac）是秘魯的河流，位於該國西部，河道全長160公里，流域面積3,700平方公里，發源自安第斯山脈西部，最終注入太平洋，該河流域有191座湖泊。
11°56′50″S 76°42′29″W / 11.94730°S 76.70792°W